# Daltonisme
Traducció de la Wikipedia en castellà.
El daltonisme és una alteració d'origen genètic que afecta la capacitat de distingir els colors. La paraula daltonisme prové del químic i matemàtic John Dalton, que la va estudiar. El grau d'afectació és molt variable i oscil·la entre la manca de capacitat per discernir qualsevol color (acromatòpsia) i un lleuger grau de dificultat per discriminar matisos de vermell, verd i ocasionalment blau, que són capaces les persones amb visió normal del color o tricròmats.
La causa més comuna del daltonisme és un problema heretat o una variació en la funcionalitat d'una o més de les tres classes de cèl·lules còniques de la retina, que intervenen en la visió del color. La forma més comuna és causada per un trastorn genètic anomenat daltonisme vermell-verd congènit. Els homes tenen més probabilitats de ser daltònics que les dones, perquè els gens responsables de les formes més comunes de daltonisme es troben al cromosoma X. Les dones no daltòniques poden portar gens de daltonisme i transmetre'ls als seus fills. El daltonisme també pot ser conseqüència de danys físics o químics a l'ull, el nervi òptic o parts del cervell. La detecció del daltonisme se sol realitzar amb la prova del color d'Ishihara.
No existeix cura per al daltonisme. El diagnòstic pot permetre a una persona, o als seus pares/professors, adaptar-se activament a l'afecció. Les lents especials com les ulleres EnChroma o les lents de contacte X-chrom poden ajudar les persones amb daltonisme vermell-verd en algunes tasques de color, però no atorguen a l'usuari una "visió normal del color". Aplicacions mòbils poden ajudar les persones a identificar els colors.
Tot i que la societat en general considera que el daltonisme passa inadvertit a la vida diària, suposa un problema per als afectats en àmbits tan diversos com valorar l'estat de frescor de determinats aliments, identificar codis de colors de plànols o triar determinades professions per a les que cal superar un reconeixement mèdic que implica identificar correctament els colors (militar de carrera, pilot, capità de marina mercant, policia, àrbitre de futbol, entre d'altres). Pot detectar-se mitjançant test visuals específics com les cartes d'Ishihara.
El daltonisme arriba fins a gairebé un 8% de la població, per això és un factor a tenir en compte en el disseny d'interfícies i l'experiència d'usuari en general; per exemple, habilitar un mode específic que substitueixi el parell vermell/verd (difícil de percebre per daltònics) per taronja/blau (generalment distingible).

## Com es perceben els colors
Quan es mira un objecte, el color que se'n percep en aquell moment pot variar depenent de la intensitat i del tipus de llum. Al capvespre els colors semblen diferents de quan es veuen a la llum del sol i també són diferents depenent si hi ha llum natural o artificial.
Els objectes absorbeixen i reflecteixen la llum de forma diferent depenent de les seves característiques físiques, com la seva forma, composició, etc. El color que es percep d'un objecte és el raig de llum que rebutja. L'home capta aquests "rebutjos" amb diferents llargàries d'ona, gràcies a l'estructura dels ulls. Si els raigs de llum travessen l'objecte, vol dir que l'objecte és invisible.
Les cèl·lules sensorials (fotoreceptores) de la retina que reaccionen en resposta a la llum són de dos tipus: cons i bastons. Els bastons s'activen en la foscor i només permeten distingir el negre, el blanc i els diferents grisos. Permeten percebre el contrast. Els cons, en canvi, funcionen de dia i en ambients il·luminats i fan possible la visió dels colors. Hi ha tres tipus de cons: un especialment sensible a la llum vermella, un altre a la llum verda i un tercer a la llum blava. Tant els cons com els bastons es connecten amb els centres cerebrals de la visió per mitjà del nervi òptic.
La combinació d'aquests tres colors bàsics: vermell, verd i blau, permet diferenciar tot de tonalitats. L'ull humà pot percebre al voltant de 8.000 colors i matisos amb un determinat nivell de lluminàcia. Així, per exemple, el taronja és vermell amb groc i el porpra blau amb vermell. És al cervell on es duu a terme aquesta interpretació.

Els daltònics no distingeixen bé els colors a causa de la malformació dels gens encarregats de produir els pigments dels cons. Així doncs, depenent del pigment defectuós, la persona confondrà uns colors amb uns altres. Per exemple, si el pigment defectuós és el del vermell, l'individu no distingirà el vermell ni les seves combinacions.

Espectre que visualitza una persona sense cap alteració en la percepció del color.
Espectre que visualitza una persona amb protanòpsia.
Espectre que visualitza una persona amb deuteranopia.
Espectre que visualitza una persona amb tritanòpsia.

## Tipus de daltonisme

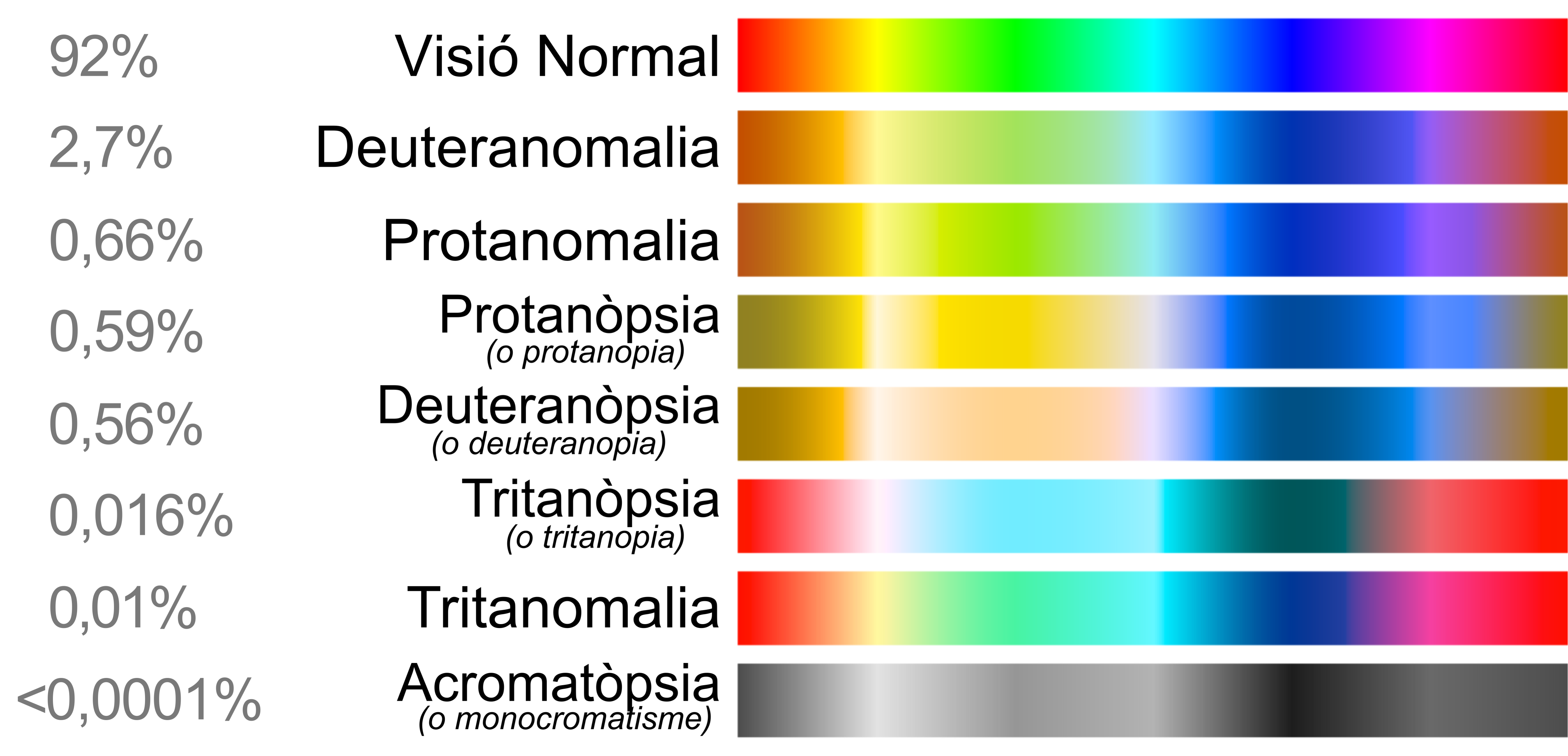
Aquestes taules de colors mostren la diferència de visió dels daltònics respecte a una persona amb visió normal del color.

Tot i que hi ha molts tipus de daltonisme, el 99% dels casos corresponen a la protanopia i deuteranopia o als seus equivalents (protanomalia i deuteranomalia). Aquests casos representen una anomalia en els cons que perceben les ones de llarga i mitja longitud, és per això que el daltonisme més conegut és el relacionat amb la confusió entre verds i vermells, però n'hi ha molts més i es poden classificar en 4 grups.

### Acromàtic
El daltonisme acromàtic és el cas més greu de daltonisme, aquell on l'individu veu en blanc i negre (escala de gris). L'individu no té cap percepció del color ja sigui per l'absència de cons o per raons neurològiques. Es presenta únicament un cas per cada 100.000 persones.

### Monocromàtic
Es presenta quan únicament responen correctament un tipus de cons, només es percep un dels tres pigments de la visió de la llum i el color queda reduït a una dimensió.

### Dicromàtic
El dicromatisme és un defecte moderadament greu en què hi ha una disfunció en un dels tres mecanismes bàsics del color. És hereditari i pot ser de tres tipus diferents: protanopia, deuteranopia i tritanòpsia.
- Protanopia: la protanòpsia o protanopia consisteix en la manca total dels fotoreceptors per al color vermell de la retina de l'ull.[7]
- Deuteranopia: la ceguesa al color verd o deuteranopia es deu a la manca dels fotoreceptors de la retina del color verd.[7]
- Tritanòpsia: la tritanòpsia és una condició molt poc freqüent en què manquen els fotoreceptors de la retina per al color blau.[7][9]

### Tricromàtic anòmal
L'afectat té els tres tipus de cons, però amb defectes funcionals, per això confon un color amb un altre. És el grup més abundant i comú de daltònics, tenen tres tipus de cons, però perceben les tonalitats dels colors alterades. Solen tenir defectes semblants als daltònics dicromàtics, però menys notables. Les afeccions que s'inclouen dins d'aquest grup són: 
- Protanomalia (1% dels homes, 0,01% de les dones). És un defecte lleu de la visió del color en el qual una sensibilitat espectral alterada dels receptors vermells de la retina (més propera a la resposta dels receptors verds) dona lloc a una mala discriminació del to vermell-verd. És hereditari, està lligat al sexe i està present en l'1% dels homes. A diferència d'altres defectes, en aquest cas el con L està present però funciona malament, mentre que a la protanòpsia el con L falta per complet.[10]

- Deuteranomalia, al més usual (6% dels homes, 0,4% de les dones). És causat per un canvi similar en els receptors verds de la retina, i és, amb diferència, el tipus més comú de deficiència de la visió del color, afectant lleument a la discriminació del to vermell-verd en el 5% dels homes europeus. És hereditària i està lligada al sexe. A diferència de la deuteranòpsia, els cons sensibles al verd no en falten, sinó que funcionen malament.[11]
- Tritanomalia, molt poc freqüent (0,01% en homes i dones). És una rara deficiència hereditària de la visió del color que afecta la discriminació dels tons blau-verd i groc-vermell/rosa. Està relacionada amb el cromosoma 7.[12]A diferència de la tritanòpsia, el con S funciona malament però no en falta.[13]

## Herència

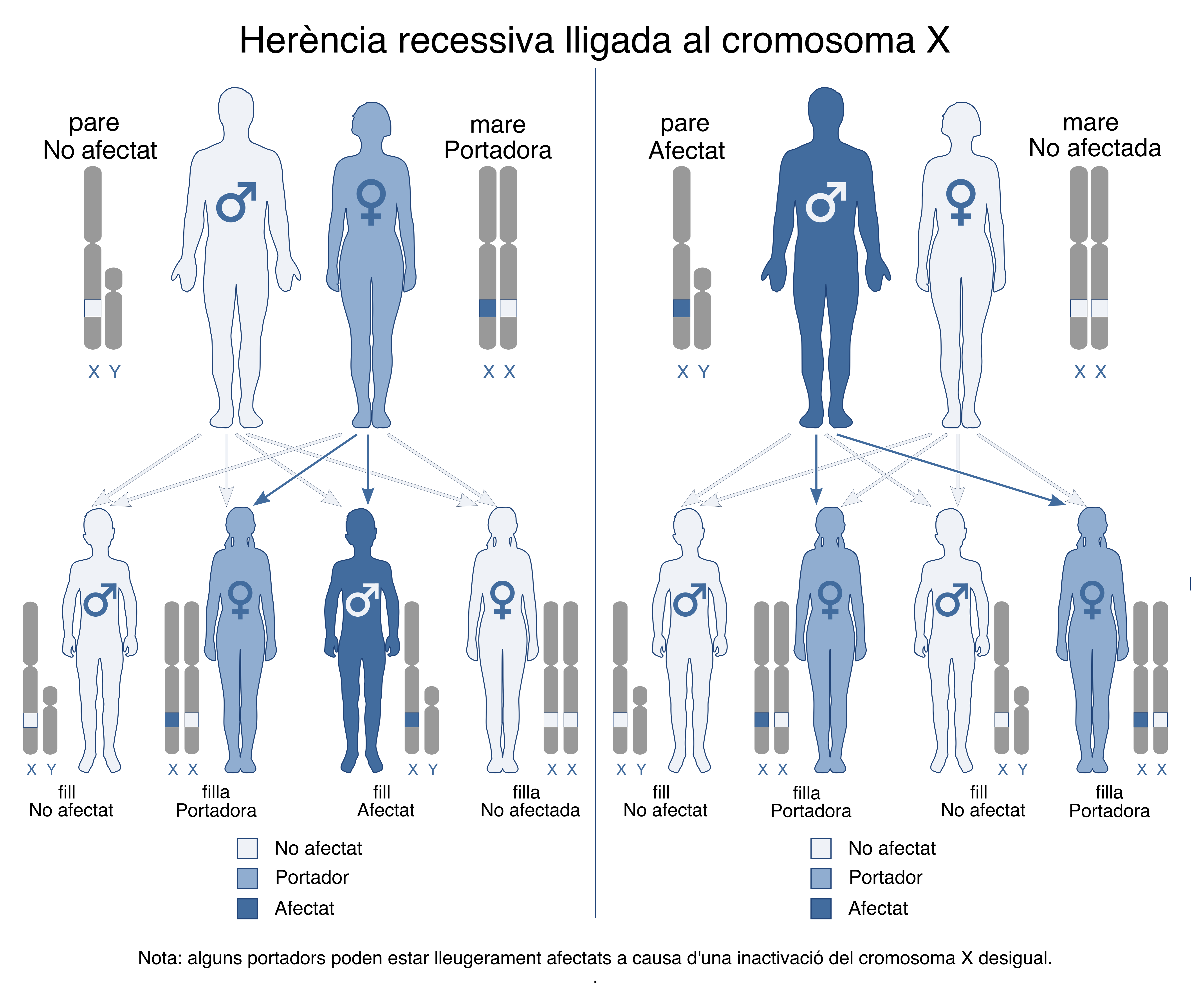
Herència recessiva lligada al cromosoma X en què la mare és portadora o el pare està afectat

El daltonisme és hereditari i es transmet per un al·lel recessiu lligat al cromosoma X, fet que significa que el gen que provoca el trastorn està ubicat al cromosoma X. Les dones tenen dos cromosomes X, mentre que els homes en tenen un d'X i un altre d'Y. Els gens localitzats al cromosoma X poden tenir un patró d'herència recessiu o bé dominant, fet que determinarà la forma de transmissió d'uns trets genètics en concret i, en cas que l'haguès, d'alguna malaltia. Però la seva expressió no és idèntica en homes i en dones: les dones només expressaràn una determinada mutació quan aquesta es mostri present en tots dos cromosomes X. Els homes, en canvi, amb una única còpia del gen en el cromosoma X és suficient per a que s'expressi qualsevol característica o malaltia concreta. És per això que les dones poden transmetre aquests trets sense ser-ne conscients, atès que existeix la possibilitat que siguin portadores d'una malaltia lligada al cromosoma X i no desenvolupar-la, cosa que és impossible en els homes.
Existeix, doncs, un 50% de probabilitats que les filles d'una dona amb un gen recessiu lligat al cromosoma X l'heredin i puguin passar-lo a la generació següent, i un 50% de probabilitats que no l'heredin i no puguin passar-lo. Si es dona el cas que l'hereden, poden convertir-se en portadores sense que la malaltia o el tret diferenciador es manifesti en elles de manera evident. Pel que fa als fills, existeix un 50% de possibilitats que no l'heredin i un 50% que sí, de la mateixa manera que succeeix amb les filles. La diferència, però, resideix en que en el moment en què el gen recessiu els és passat, el nen expressarà el trastorn obligatòriament. És per això que el daltonisme afecta aproximadament al 8% dels homes i només al 0,5% de les dones.

## Causes
El daltonisme té lloc quan hi ha un problema en els pigments de certes cèl·lules nervioses de l'ull que perceben el color. Aquestes s'anomenen cons i es troben a la capa del teixit sensible a la llum, la retina. En el cas que només hi hagi carència d'un pigment ens trobem amb una dificultat per diferenciar entre el vermell i el verd que és el tipus més comú de daltonisme. El cas més greu de daltonisme és l'acromatòpsia que tracta una afecció la qual no permet diferenciar cap color, només es diferencia l'escala de grisos.
La majoria dels casos de daltonisme provenen d'un problema genètic. En general el daltonisme afecta a molt poques dones, en canvi, són, aproximadament, un de cada deu homes qui el pateixen. Els defectes congènits de la visió del color solen passar de la mare al fill baró. Els homes tenen un risc molt major de néixer amb daltonisme, però hi ha certes malalties que poden augmentar el risc de tenir deficiència del color a la visió, com per exemple; el glaucoma, la diabetis, la malaltia d'Alzheimer, leucèmia...
El daltonisme per malaltia afecta cada ull de manera distinta i normalment empitjora amb el temps. En aquests casos no hi ha cap tractament pel daltonisme, però sí que podem trobar lents de contacte o olleres que poden ajudar a aquesta discapacitat visual. Entre les causes adquirides ressalta la degeneració macular associada a l'edat, que modifica l'anatomia de la màcula i les cèl·lules que s'hi troben. Altres patologies poden ser d'origen infecciós o tòxic. Les cataractes o alteracions del nervi òptic també poden donar lloc a diferents tipus de discromatòpsies. Hi ha certs medicaments que també poden ocasionar i augmentar el risc d'obtenir daltonisme, com per exemple, la hidroxicloroquina, que s'utilitza per tractar l'artritis.

## Diagnòstic

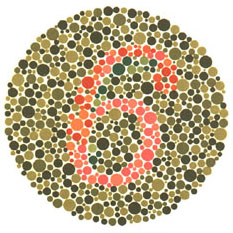
Test Ishihara (número 6).

Existeixen diverses proves i tests per al diagnòstic del daltonisme i del grau de l'alteració dels colors. El procediment de prova més divulgat i que s'utilitza amb major freqüència és el Test d'Ishihara, que rep el nom de l'oftalmòleg japonès Shinobu Ishihara, el seu creador. La prova consisteix en una sèrie de 38 làmines que mostren un cercle amb punts de colors de diverses mides. En aquests cercles, el pacient ha d'identificar el nombre que hi apareix dibuixat al centre també mitjançant punts. Aquests mateixos punts de colors aparentment desendreçats estan distribuïts de tal manera que una persona amb visió normal dels colors veurà clarament i sense gaires dificultats el número inserit dins la formació de punts. Una persona daltònica, però, no serà capaç d'identificar el nombre en qüestió o bé reconeixerà un número diferent del que veurà una persona amb visió corrent dels colors.
A fi de comptar amb una anàlisi més profunda que proporcioni informació sobre el grau exacte de daltonisme evaluant la capacitat de percebre els colors amb precisió, es necessari realitzar una prova quantitativa de daltonisme. La més popular és l'anomenat Test de Farnsworth, que consisteix en un conjunt de fitxes de diversos matisos de colors que estan numerades al revers. El pacient haurà d'endreçar les fitxes segons la graduació i la tonalitat dels colors, cosa que permetrà determinar el tipus i el grau de deficiència.

## Canvis de disseny
Un codi de color es produeix quan hi ha molta informació sobre un determinat element. Aquest tipus de codis no els poden entendre fàcilment els daltònics. Per això, el color no s'ha d'utilitzar només per donar informació. Un bon disseny gràfic evita l'ús de codis o diferències de color per donar informació. Això no només ajuda els daltònics, sinó també les persones amb visió normal.
Els fulls d'estil en cascada es poden utilitzar a les pàgines web. Permeten donar un esquema de color diferent per als daltònics. Certs generadors d'esquemes de color ajuden els dissenyadors gràfics a veure els esquemes de color com els veuen vuit tipus de daltònics.
El daltonisme és molt sensible als canvis de material. Un daltònic vermell-verd pot ser incapaç de veure la diferència entre els colors dun mapa imprès en paper. El mateix mapa en una pantalla d'ordinador o televisió pot aparèixer amb normalitat. A més, a alguns daltònics els resulta més fàcil diferenciar els colors en materials artificial, com a plàstic o en pintura acrílica, que en materials naturals, com a paper o fusta. En tercer lloc, per a alguns daltònics, el color només es pot distingir si hi ha prou color: les línies fines poden semblar negres, però una línia més gruixuda del mateix color es pot veure en el color correcte.
En certs casos, quan és important comprendre la informació molt ràpidament, el sistema visual pot deixar de banda els colors i treballar només en tons de gris. Això és important saber-ho quan es dissenya les interfícies per a objectes que s'han d'utilitzar en una situació d'emergència, com ara fre d'emergència o telèfon d'emergència.
Com que les persones daltòniques no poden veure la diferència entre colors com el vermell i el verd, alguns països, com Romania, s'han negat a donar-los permís de conduir. A Romania, s'han començat a canviar les lleis perquè els daltònics també puguin conduir legalment.
Al Regne Unit, els cables d'electricitat de les cases solien ser vermells, negres i verds. Es van canviar a marró, blau i verd/groc per ajudar els daltònics a veure la diferència entre els cables de "corrent" i "terra".